# 流行病

2014年埃博拉病毒在西非的新增病例

流行病（英語：Epidemic disease），或流行性疾病，是指在一定时间内众多人口所患的疾病。一般的流行病多为传染病，但也可以是非传染病。流行病可以是限于部分地区的小规模爆发，成為地方性流行病；亦可以在多个大陆甚至全球爆发，从而导致瘟疫（大流行）。
流行病大致可分为3种，即寄生虫引起的疫病、细菌和真菌性疫病和病毒性疫病。

## 定义
某種傳染病的連續出現是否能被定為正在流行，即所謂狹義之流行病，主要決定因素並非人口之中染上該病的比例；而是該種疾病傳染的速度。如果每個受感染的人，把疾病傳給超過一人，令到總體受感染的人口作指數增加，這種傳染病便是流行病。所以縱使只有很少的人染上某一種傳染病，仍然可以將之稱為流行病。
但流行病不一定为传染病：例如水俣病是由于环境污染造成的地方性流行病，但并不是传染病。

## 流行病爆发
流行病的爆发所导致的疫情，按范围和规模一般可分为：“地方性流行（英語：Endemic）”、“地区性流行”（英語：Epidemic）、“瘟疫/全球大流行”（英語：Pandemic）。
傳染病處於流行病狀況時：
{\displaystyle \ {R_{0}}\times {S}>{1}}
{\displaystyle R_{0}}是該種病的基本传染数，{\displaystyle S}是人口中可能感染的比例。這是針對流行病定義而作的對數學模型。

## 流行病历史年表
歷史上的流行病例子包括有：中古時歐洲的鼠疫（导致黑死病）、天花、第一次世界大戰時爆發的西班牙流感、近年的愛滋病等。
最新的流行病：豬流感、非典型肺炎、禽流感、伊波拉出血熱、新冠肺炎等。